# Arachis batizocoi
Arachis batizocoi, manduví, maní silvestre, es una especie botánica herbácea, perenne, nativa de Bolivia y de Paraguay. Esta especie es citada como fuente de genes (y posible progenitor) para estudios en biología vegetal de la leguminosa maní Arachis hypogaea. 
Tiene amenaza de extinción por pérdida de hábitat. (enlace roto disponible en Internet Archive; véase el historial, la primera versión y la última).

## Taxonomía
Arachis batizocoi fue descrita por Krapov. & W.C.Greg. y publicado en Bonplandia (Corrientes) 3(11): 129, en el año 1974. 